# Rivière de la Racine de Bouleau
Der Rivière de la Racine de Bouleau ist ein ca. 67 km langer Zufluss des Manicouagan-Stausees in der Verwaltungsregion Côte-Nord der kanadischen Provinz Québec.

## Flusslauf
Der Rivière de la Racine de Bouleau entsteht etwa 400 km nördlich von Baie-Comeau im Hinterland der Côte-Nord als Abfluss des Lac de la Maison d’Hiver im Bereich des Kanadischen Schilds im Süden der Labrador-Halbinsel. Er fließt in überwiegend südlicher Richtung und mündet schließlich in das Nordufer des Manicouagan-Stausees. Der Rivière de la Racine de Bouleau entwässert ein Areal von 1987 km². Der mittlere Abfluss beträgt 44 m³/s.
Etwa 45 km nördlich des Manicouagan-Stausees ist am Flusslauf ein 529 km² großes Gebiet für ein künftiges Schutzgebiet vorgesehen.